# Stazione di Roccagrimalda
La stazione di Rocca Grimalda è una fermata ferroviaria posta sulla linea Alessandria-Ovada. Serve il centro abitato di Rocca Grimalda.

## Storia
Già stazione, venne trasformata in fermata impresenziata il 3 luglio 2006.
A partire dal 17 giugno 2012 il servizio viaggiatori sulla linea è stato sospeso, di conseguenza la stazione risulta priva di traffico.
La linea tuttavia rimane percorsa da treni merci.